# Samuel Phelps

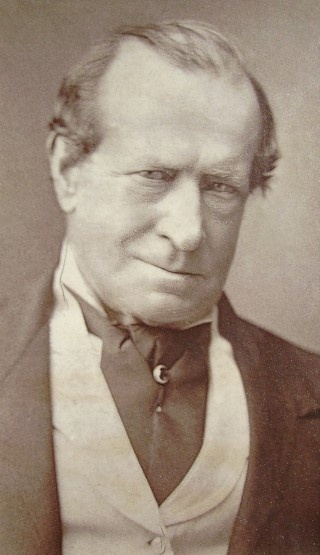
Samuel Phelps.

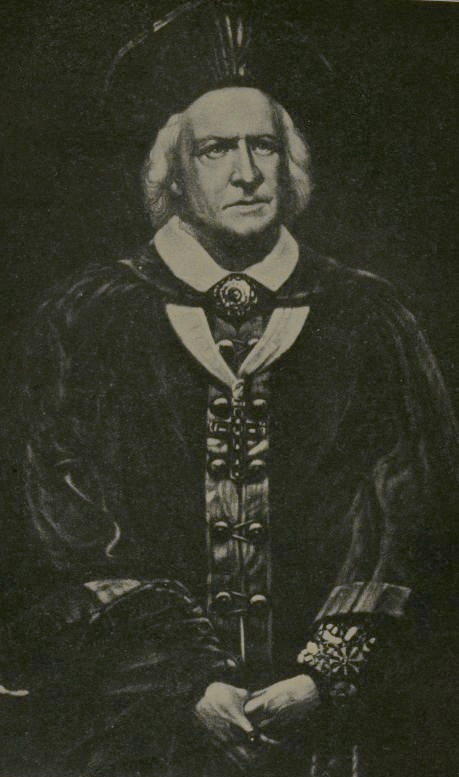
Samuel Phelps como o cardeal Thomas Wolsey, em Henrique VIII de William Shakespeare.

Samuel Phelps (Devon, Inglaterra, 1804 — Coopersale, perto de Essex, 1878) foi um dos mais famosos atores ingleses do século XIX, além de produtor e esporádico diretor de teatro. É conhecido por suas produções fiéis aos textos das peças de William Shakespeare, após as obras derivadas de Nahum Tate, Colley Cibber e David Garrick terem dominado o palco por mais de um século.

## Biografia
Depois de trabalhar bem cedo em vários escritórios de jornais, após se casar em 1826, aceitou um contrato teatral no circuito de York; depois, sua primeira apresentação em Londres foi como o Shylock de O Mercador de Veneza, de William Shakespeare, no Teatro Haymarket. Atuou em proeminentes papéis trágicos, atraindo atenção também por ser um rival de Edmund Kean.
Alcançou sucesso considerável em versões dramáticas dos romances históricos de Walter Scott, como As Fortunas de Nigel e Ivanhoé.
Sua última apresentação se deu em 1878, ano de sua morte, como o Cardeal Wolsey em Henrique VIII de Shakespeare.

## Como ator
De acordo com a Encyclopedia Britannica, Phelps não era um gênio no palco, mas um ator sólido e capaz, e, apesar de sua predileção pela tragédia, teve mais sucesso em personagens cômicos que exigiam um humor seco. Como diretor de teatro, sua maneira de lidar com as peças de Shakespeare teve grande efeito educacional tanto para o público quanto para os atores, pois Phelps era conhecedor das obras, tendo publicado comentários sobre elas.

## Publicações
Phelps publicou uma edição comentada das peças de Shakespeare em dois volumes (1852-54).